# Nati il 10 luglio
| Questa pagina contiene informazioni ricavate automaticamente dalle voci biografiche con l'ausilio del template Bio e di un bot. L'aggiornamento è periodico e automatico e ricostruisce completamente la pagina. Se manca una persona in questa lista, sei pregato di non aggiungerla, ma accertati piuttosto che la sua voce biografica contenga il template Bio e che i dati anagrafici siano correttamente compilati. Se il template Bio manca, inseriscilo tu stesso o, in alternativa, metti l'avviso {{tmp\|Bio}} che ne segnala la mancanza. Se i dati riportati sono sbagliati, correggi direttamente la voce biografica; le modifiche saranno visibili in questa lista entro pochi giorni. Per chiarimenti vedi il progetto biografie. La lista contiene solo le 1.213 persone che sono citate nell'enciclopedia e per le quali è stato implementato correttamente il template Bio. Pagina aggiornata al 17 ago 2025. |

## XI secolo(1)
- 1009 - Alberto Azzo II d'Este, nobile italiano († 1097)

## XV secolo(2)
- 1419 - Go-Hanazono, imperatore giapponese († 1471)
- 1472 - Maddalena Gonzaga, nobile italiana († 1490)

## XVI secolo(12)
- 1505 - Luigi Capponi, letterato italiano († 1584)
- 1509 - Giovanni Calvino, umanista e teologo francese († 1564)
- 1515 - Francisco de Toledo, spagnolo († 1582)
- 1517 - Odet de Coligny, cardinale e vescovo cattolico francese († 1571)
- 1522 - Francesco Calzolari, farmacista e botanico italiano († 1609)
- 1526 - Philippe III de Croÿ, militare e nobile belga († 1595)
- 1541 - Orazio Tigrini, musicista e teorico musicale italiano († 1591)
- 1577 - Anastasio De Filiis, astronomo italiano († 1608)
- 1594 - Persio Caracci, vescovo cattolico e poeta italiano († 1675)
- 1594 - Bartolomeo Gennari, pittore italiano († 1661)
- 1595 - Charles Drelincourt, pastore protestante e teologo francese († 1669)
- 1600 - Famiano Nardini, archeologo italiano († 1661)

## XVII secolo(15)
- 1606 - Orazio Fidani, pittore italiano († 1656)
- 1607 - Philippe Labbe, gesuita, storico e grecista francese († 1667)
- 1616 - Antonio del Castillo y Saavedra, pittore spagnolo († 1668)
- 1618 - Everhard Jabach, banchiere, collezionista d'arte e mecenate olandese († 1695)
- 1629 - Bandino Panciatichi, cardinale italiano († 1718)
- 1635 - Nicholas De Mayer, politico tedesco († 1691)
- 1635 - Maria Benigna Francesca di Sassonia-Lauenburg, nobile sassone († 1701)
- 1636 - Bartolomeo Gradenigo, vescovo cattolico italiano († 1698)
- 1638 - David Teniers III, pittore fiammingo († 1685)
- 1640 - Aphra Behn, scrittrice, poetessa e drammaturga britannica († 1689)
- 1658 - Luigi Ferdinando Marsili, scienziato, militare e geologo italiano († 1730)
- 1663 - Leopold Schlik zu Bassano und Weißkirchen, generale, diplomatico e nobile boemo († 1723)
- 1670 - Silvio Gaetano Gonzaga, nobile italiano († 1740)
- 1679 - Alessandro Politi, filologo, teologo e umanista italiano († 1752)
- 1682 - Roger Cotes, matematico inglese († 1716)

## XVIII secolo(27)
- 1711 - Amelia Sofia di Hannover, principessa britannica († 1786)
- 1723 - William Blackstone, giurista britannico († 1780)
- 1724 - James Hamilton, VI duca di Hamilton, nobile scozzese († 1758)
- 1724 - Eva Ekeblad, fisica, agronoma e botanico svedese († 1786)
- 1735 - Giovanni Bertati, librettista italiano († 1808)
- 1736 - Maria Walpole, nobile inglese († 1807)
- 1736 - Pierre le Pelley I, nobile († 1778)
- 1740 - Girolamo Baruffaldi, gesuita e letterato italiano († 1817)
- 1740 - Emanuele Moncada Oneto, nobile, politico e militare italiano († 1815)
- 1747 - Guglielmina Carolina di Danimarca, principessa danese († 1820)
- 1757 - Mahmud ibn Muhammad, sovrano tunisino († 1824)
- 1758 - Vincenzo Chilone, pittore e scenografo italiano († 1839)
- 1759 - Franz Philipp Fenner von Fenneberg, militare austriaco († 1824)
- 1759 - Pierre-Joseph Redouté, pittore e botanico francese († 1840)
- 1765 - Benedetto Bono, politico e avvocato italiano († 1811)
- 1766 - Eustachio Dentice, arcivescovo cattolico italiano († 1830)
- 1766 - Édouard Jean-Baptiste Milhaud, generale e politico francese († 1833)
- 1766 - Francesco Antonio Visocchi, vescovo cattolico italiano († 1833)
- 1768 - Hendrik Voogd, pittore olandese († 1839)
- 1771 - Antonio Maria Cadolini, nobile e cardinale italiano († 1851)
- 1778 - Sigismund von Neukomm, compositore e pianista austriaco († 1858)
- 1786 - Jean Baptiste Desmazières, micologo francese († 1862)
- 1792 - George M. Dallas, politico e diplomatico statunitense († 1864)
- 1792 - Frederick Marryat, romanziere inglese († 1848)
- 1793 - Philip Barker Webb, botanico e naturalista inglese († 1854)
- 1797 - Stanislao Cordero di Pamparato, militare e politico italiano († 1863)
- 1798 - Xavier B. Saintine, scrittore, poeta e drammaturgo francese († 1865)

## XIX secolo(185)
- 1804 - Federico Campanella, patriota e politico italiano († 1884)
- 1804 - Giovanni Gonella, compositore italiano († 1854)
- 1807 - Karolina Pavlova, scrittrice russa († 1893)
- 1808 - Solomon Northup, musicista, scrittore e attivista statunitense
- 1809 - Nicola Alianelli, magistrato, politico e giurista italiano († 1886)
- 1809 - Giuseppe Cencetti, commediografo e librettista italiano († 1875)
- 1809 - Friedrich August von Quenstedt, geologo e paleontologo tedesco († 1889)
- 1811 - Vincenzo De Vit, lessicografo e latinista italiano († 1892)
- 1813 - François Charles Octave Martenot de Cordoue, generale francese († 1868)
- 1814 - Mariano Ricciardi, arcivescovo cattolico italiano († 1876)
- 1815 - Francesco Baldisserotto, patriota italiano († 1881)
- 1816 - Luigi Berlingeri, politico italiano († 1900)
- 1816 - Alexander Ecker, antropologo e anatomista tedesco († 1887)
- 1817 - Celestino Bianchi, politico e giornalista italiano († 1885)
- 1817 - Wilhelmina Bonde, nobildonna svedese († 1899)
- 1817 - Tito Livio De Sanctis, medico italiano († 1883)
- 1817 - Achille Menotti, politico italiano († 1878)
- 1818 - Giulio Cesare Da Passano, patriota e politico italiano († 1866)
- 1819 - Alfred von Arneth, storico, numismatico e politico austriaco († 1897)
- 1819 - Pieter Bleeker, medico e ittiologo olandese († 1878)
- 1820 - Luigi Antonio Baruffaldi, politico e avvocato italiano († 1905)
- 1820 - Cesare Cerruti, politico italiano († 1905)
- 1820 - Moriyama Einosuke, militare e linguista giapponese († 1871)
- 1820 - William Robert Taylor, politico statunitense († 1909)
- 1821 - Alejandro Arango y Escandón, avvocato, patriota e scrittore messicano († 1883)
- 1821 - Karl Culmann, ingegnere tedesco († 1881)
- 1821 - Henri Ramière, gesuita francese († 1884)
- 1823 - Sanford Robinson Gifford, pittore statunitense († 1880)
- 1828 - Onesto Faccini, patriota italiano
- 1829 - Édouard Hentsch, banchiere svizzero († 1892)
- 1829 - Filosseno Luzzatto, linguista italiano († 1854)
- 1829 - Ercole Turati, ornitologo italiano († 1881)
- 1830 - Camille Pissarro, pittore francese († 1903)
- 1831 - Pietro Loreta, chirurgo e politico italiano († 1889)
- 1832 - Alvan Graham Clark, astronomo statunitense († 1897)
- 1832 - Isaac Smith Kalloch, politico statunitense († 1887)
- 1834 - James Abbott McNeill Whistler, pittore, incisore e litografo statunitense († 1903)
- 1835 - Marianna Giarrè Billi, poetessa italiana († 1906)
- 1835 - Henryk Wieniawski, violinista e compositore polacco († 1880)
- 1839 - Adolphus Busch, imprenditore e filantropo tedesco († 1913)
- 1841 - John Belcher, architetto inglese († 1913)
- 1841 - Alfred Durand-Claye, ingegnere francese († 1888)
- 1842 - Giulio Podesti, architetto italiano († 1909)
- 1843 - Giuseppe Lorenzoni, astronomo e scienziato italiano († 1914)
- 1844 - Amalie Materna, soprano e insegnante austriaca († 1918)
- 1845 - Carl Frederik Bricka, storico e archivista danese († 1903)
- 1845 - Gaetano Capone, pittore italiano († 1924)
- 1846 - Elisabeth Förster-Nietzsche, tedesca († 1935)
- 1847 - Maria Rutgers-Hoitsema, educatrice olandese († 1934)
- 1848 - Gert Adendorff, militare sudafricano
- 1848 - Damiano di Gerusalemme, arcivescovo ortodosso greco († 1931)
- 1848 - Anatolij Michajlovič Stessel', generale russo († 1915)
- 1849 - John William Griggs, politico statunitense († 1927)
- 1851 - Friedrich Leo, filologo classico e latinista tedesco († 1914)
- 1851 - Friedrich von Wieser, economista e sociologo austriaco († 1926)
- 1852 - Joseph Louis Alphonse Baret, generale francese († 1920)
- 1852 - Alfred von Kiderlen-Waechter, politico e diplomatico tedesco († 1912)
- 1854 - James T. Kelley, attore irlandese († 1933)
- 1856 - Nikola Tesla, inventore, fisico e ingegnere austro-ungarico († 1943)
- 1857 - Smeraldo Zecca, politico italiano († 1925)
- 1858 - Emanuele Gonzaga, nobile italiano († 1914)
- 1858 - Lydia Welti-Escher, mecenate svizzera († 1891)
- 1859 - Otto Stahn, architetto tedesco († 1930)
- 1860 - Johannes van Laar, chimico olandese († 1938)
- 1860 - Vincenzo Morello, giornalista e politico italiano († 1933)
- 1861 - Albert Bigelow Paine, scrittore e biografo statunitense († 1937)
- 1861 - William Pakenham, ammiraglio irlandese († 1933)
- 1862 - Emma Bardac, francese († 1934)
- 1862 - Francesco Lanzoni, storico e presbitero italiano († 1929)
- 1862 - Attilio Pusterla, pittore e decoratore italiano († 1941)
- 1862 - Helene Schjerfbeck, pittrice finlandese († 1946)
- 1863 - Alessandro Maino, imprenditore e politico italiano († 1929)
- 1864 - George C. Beresford, fotografo britannico († 1938)
- 1864 - Paolo Emilio Pavolini, filologo e traduttore italiano († 1942)
- 1866 - Ludovico Chigi Albani della Rovere, nobile, religioso e militare italiano († 1951)
- 1866 - Antonio Dal Fabbro, generale italiano († 1929)
- 1866 - Serge Voronoff, chirurgo e sessuologo russo († 1951)
- 1867 - Eugenio Broccardi, ingegnere e politico italiano († 1959)
- 1867 - Finley Peter Dunne, umorista, giornalista e scrittore statunitense († 1936)
- 1867 - Massimiliano di Baden, politico tedesco († 1929)
- 1867 - Gustavo Sacerdote, saggista, giornalista e traduttore italiano († 1948)
- 1867 - Ante Tresić-Pavičić, scrittore, politico e diplomatico croato († 1949)
- 1868 - William Bradley, pittore e incisore statunitense († 1962)
- 1868 - Růžena Svobodová, scrittrice ceca († 1920)
- 1869 - Geremia Grandelis, scultore italiano († 1929)
- 1869 - Giovanni Giorgio di Sassonia, collezionista d'arte tedesco († 1938)
- 1870 - Ned Finley, attore, regista e sceneggiatore statunitense († 1920)
- 1870 - Anne Schaefer, attrice statunitense († 1957)
- 1871 - Giacomo Candido, matematico italiano († 1941)
- 1871 - Hugh M. Dorsey, politico e avvocato statunitense († 1948)
- 1871 - Armando Falconi, attore italiano († 1954)
- 1871 - Marcel Proust, scrittore, saggista e critico letterario francese († 1922)
- 1872 - Giovanni Battista Beverini, diplomatico e politico italiano († 1944)
- 1873 - Francesco Briganti, bibliotecario e storico italiano († 1961)
- 1873 - Edmund Dene Morel, giornalista, scrittore e politico britannico († 1924)
- 1873 - Théodore Simon, psicologo francese († 1961)
- 1874 - Ferdinando Bernardi, arcivescovo cattolico italiano († 1961)
- 1874 - Adolfo Magrini, pittore, illustratore e scenografo italiano († 1957)
- 1874 - Ernesto Pietriboni, avvocato, giornalista e politico italiano († 1950)
- 1874 - Belén de Sárraga, giornalista e attivista spagnola († 1951)
- 1875 - Edmund Clerihew Bentley, scrittore inglese († 1956)
- 1875 - Mary McLeod Bethune, educatrice e imprenditrice statunitense († 1955)
- 1875 - Dezső Pattantyús-Ábrahám, politico ungherese († 1973)
- 1875 - Marguerite Sylva, mezzosoprano belga († 1957)
- 1875 - Quinto Santoli, storico e bibliotecario italiano († 1959)
- 1875 - Otto Wurzburg, compositore di scacchi statunitense († 1951)
- 1876 - William Moloney, velocista statunitense († 1915)
- 1876 - Louis Willoughby, attore e regista britannico († 1968)
- 1877 - Harry Allen, attore australiano († 1951)
- 1877 - Enrico Calandra, critico d'arte, storico dell'arte e storico dell'architettura italiano († 1946)
- 1877 - Hélène Dutrieu, ciclista e aviatrice belga († 1961)
- 1877 - Francesco Tarabotto, comandante marittimo italiano († 1969)
- 1878 - Otto Freundlich, pittore e scultore tedesco († 1943)
- 1878 - Oliver Dimon Kellogg, matematico statunitense († 1932)
- 1882 - Henri Anspach, schermidore belga († 1979)
- 1882 - Riccardo Pick-Mangiagalli, pianista e compositore boemo († 1949)
- 1882 - Irvine Robertson, canottiere canadese († 1956)
- 1882 - Antonio Tirabassi, organista e musicologo italiano († 1947)
- 1883 - Blandina del Sacro Cuore, religiosa tedesca († 1918)
- 1883 - Johannes Blaskowitz, generale tedesco († 1948)
- 1883 - Friedrich Flick, imprenditore e criminale di guerra tedesco († 1972)
- 1883 - Mario Sobrero, giornalista e scrittore italiano († 1948)
- 1883 - Sam Wood, regista statunitense († 1949)
- 1884 - Pierre Larquey, attore francese († 1962)
- 1885 - Angelo Ficarra, arcivescovo cattolico italiano († 1959)
- 1885 - Elvira Giallanella, regista cinematografica e produttrice cinematografica italiana († 1965)
- 1885 - Gail Kane, attrice statunitense († 1966)
- 1885 - Mary O'Hara, scrittrice e sceneggiatrice statunitense († 1980)
- 1885 - Francisco Olazar, allenatore di calcio e calciatore argentino († 1958)
- 1885 - Francesco Rotundi, ammiraglio italiano († 1945)
- 1886 - Giovanni Dalmasso, agronomo italiano († 1976)
- 1886 - Adalberto Garelli, ingegnere e imprenditore italiano († 1968)
- 1886 - John Gort, generale britannico († 1946)
- 1887 - Mario Cavaglieri, pittore italiano († 1969)
- 1887 - Gé Fortgens, calciatore olandese († 1957)
- 1887 - Inşirah Hanım, ottomana († 1930)
- 1887 - Arvi Pohjanpää, ginnasta finlandese († 1959)
- 1888 - Hazel Abel, politica statunitense († 1966)
- 1888 - Giorgio de Chirico, pittore, scultore e scrittore italiano († 1978)
- 1889 - Robert Barrat, attore statunitense († 1970)
- 1889 - Vera Schwarz, soprano croato († 1964)
- 1889 - Noble Sissle, compositore, paroliere e cantante statunitense († 1975)
- 1890 - William Foster, nuotatore britannico († 1963)
- 1890 - Vera Inber, poetessa, giornalista e scrittrice sovietica († 1972)
- 1891 - Sammy Brooks, attore statunitense († 1951)
- 1892 - Hans-Karl von Esebeck, generale tedesco († 1955)
- 1892 - August Güttinger, ginnasta svizzero († 1970)
- 1892 - Spessard Holland, politico e avvocato statunitense († 1971)
- 1892 - Slim Summerville, attore e regista statunitense († 1946)
- 1892 - Venkata Rao III, principe indiano († 1927)
- 1893 - Kid Norfolk, pugile statunitense († 1968)
- 1894 - Aldo Casalini, calciatore e allenatore di calcio italiano
- 1894 - Ernesto Celli, calciatore argentino († 1925)
- 1894 - Alma Fidora, pittrice, disegnatrice e illustratrice italiana († 1980)
- 1894 - Nino Giannini, regista e sceneggiatore italiano († 1978)
- 1894 - Nahum Goldmann, politico tedesco († 1982)
- 1894 - Kim Hyong-Jik, attivista coreano († 1926)
- 1894 - Bernhard Letterhaus, sindacalista e politico tedesco († 1944)
- 1894 - Jimmy McHugh, compositore statunitense († 1969)
- 1894 - Giusto Sardi, calciatore e arbitro di calcio italiano († 1964)
- 1894 - Stanley Stanger, aviatore canadese († 1967)
- 1894 - Stanisław Szulmiński, presbitero polacco († 1941)
- 1894 - Carlo Tosi, ufficiale, aviatore e avvocato italiano († 1956)
- 1895 - Giuseppe Ayroldi, politico italiano († 1962)
- 1895 - Carl Orff, compositore tedesco († 1982)
- 1896 - Stefan Askenase, pianista polacco († 1985)
- 1896 - António Ribeiro dos Reis, calciatore, allenatore di calcio e giornalista portoghese († 1961)
- 1897 - Manlio Brosio, politico e diplomatico italiano († 1980)
- 1897 - Jack Diamond, mafioso statunitense († 1931)
- 1897 - Edwin Graves, canottiere statunitense († 1986)
- 1897 - Alessandro Paoli, militare italiano († 1936)
- 1897 - Karl Plagge, militare tedesco († 1957)
- 1897 - Pio Umberto Pontremoli, dirigente d'azienda, imprenditore e ingegnere italiano († 1974)
- 1897 - John Gilbert, attore statunitense († 1936)
- 1897 - Secondo Talamazzini, calciatore e allenatore di calcio italiano
- 1898 - Giuseppe Bagnera, politico italiano († 1953)
- 1898 - Renée Björling, attrice svedese († 1975)
- 1899 - André Souris, musicista belga († 1970)
- 1899 - Heiri Suter, ciclista su strada e pistard svizzero († 1978)
- 1899 - Hilmar Wäckerle, militare tedesco († 1941)
- 1900 - Paul Vincent Carroll, scrittore, drammaturgo e sceneggiatore irlandese († 1968)
- 1900 - Kenneth Stewart Cole, biofisico statunitense († 1984)
- 1900 - Viggo Dibbern, ginnasta danese († 1981)
- 1900 - Evelyn Laye, attrice e cantante inglese († 1996)
- 1900 - Mitchell Parish, paroliere statunitense († 1993)

## XX secolo(943)
- 1901 - Karl Eggler, calciatore svizzero († 1966)
- 1902 - Kurt Alder, chimico tedesco († 1958)
- 1902 - Nathan Asch, scrittore statunitense († 1964)
- 1902 - Nicolás Guillén, scrittore cubano († 1989)
- 1902 - Sergej Jakovlevič Lemešev, tenore russo († 1977)
- 1902 - Ferdinando Natoni, militare italiano († 2000)
- 1902 - Nicola Romeo, avvocato e politico italiano († 1974)
- 1902 - Italo Stagno, sindacalista e militare italiano († 1947)
- 1902 - Günther Weisenborn, scrittore tedesco († 1969)
- 1903 - Werner Best, giurista e generale tedesco († 1989)
- 1903 - David Dawnay, generale inglese († 1971)
- 1903 - Karl Fritzsch, militare tedesco († 1945)
- 1903 - John Wyndham, scrittore britannico († 1969)
- 1903 - Domingo Zaldúa, calciatore spagnolo († 1986)
- 1904 - Ivie Anderson, cantante statunitense († 1949)
- 1904 - Lili Damita, attrice francese († 1994)
- 1904 - Renato Jacopini, antifascista, militare e partigiano italiano († 1984)
- 1904 - Sylvie Jung Henrotin, tennista francese († 1970)
- 1904 - Gunnar Olsson, attore e regista svedese († 1983)
- 1905 - Ernestina de Champourcín, scrittrice spagnola († 1999)
- 1905 - Thomas Gomez, attore statunitense († 1971)
- 1905 - Urie McCleary, scenografo statunitense († 1980)
- 1905 - Wolfram Sievers, militare tedesco († 1948)
- 1905 - Edna May Weick, attrice statunitense († 1983)
- 1906 - Enrico Carboni, avvocato e politico italiano († 1993)
- 1906 - Jorge Icaza, scrittore e drammaturgo ecuadoriano († 1978)
- 1906 - Joseph Kirpes, calciatore lussemburghese († 1976)
- 1906 - Harold Ridley, oculista britannico († 2001)
- 1906 - George Lyttleton Rogers, tennista irlandese († 1962)
- 1907 - Angelo Dessy, attore italiano († 1983)
- 1907 - Blind Boy Fuller, cantante e chitarrista statunitense († 1941)
- 1907 - Francisc Spielmann, calciatore ungherese († 1974)
- 1908 - Giorgio Oliva, politico italiano († 2001)
- 1908 - Mario Romoli, pittore italiano († 1978)
- 1909 - Evelina Gori, attrice italiana († 2005)
- 1909 - Siegfried Reischieß, cestista tedesco († 1982)
- 1909 - Vicente Sarni, calciatore uruguaiano
- 1909 - Nietta Zocchi, attrice italiana († 1981)
- 1909 - Enrico Zuppi, giornalista e fotografo italiano († 1992)
- 1910 - Nguyễn Hữu Thọ, politico e rivoluzionario vietnamita († 1996)
- 1910 - Jimmy Stewart, cestista canadese († 1990)
- 1910 - Sancja Szymkowiak, religiosa polacca († 1942)
- 1910 - Edgardo Toetti, velocista italiano († 1968)
- 1911 - Bruno Vale, calciatore e allenatore di calcio italiano
- 1911 - Cootie Williams, trombettista e cantante statunitense († 1985)
- 1911 - Ne Win, militare e politico birmano († 2002)
- 1912 - Chuck Chuckovits, cestista statunitense († 1991)
- 1912 - Dušan Popov, agente segreto serbo († 1981)
- 1913 - Alessandro Duè, calciatore italiano
- 1913 - Salvador Espriu, poeta, scrittore e drammaturgo spagnolo († 1985)
- 1913 - Ian Gordon Greenlees, diplomatico e scrittore scozzese († 1988)
- 1913 - Joan Marsh, attrice statunitense († 2000)
- 1913 - Ljuba Welitsch, attrice e soprano bulgara († 1996)
- 1914 - Sebastiano Paradiso, pittore e scultore italiano († 1983)
- 1914 - Joe Shuster, fumettista canadese († 1992)
- 1914 - Paul Vario, mafioso statunitense († 1988)
- 1915 - Francesco Arcangeli, storico dell'arte, poeta e critico letterario italiano († 1974)
- 1915 - João Azevedo, calciatore portoghese († 1991)
- 1915 - Milt Buckner, pianista statunitense († 1977)
- 1915 - Sandro Giovannini, commediografo italiano († 1977)
- 1915 - Aurelio Giussani, presbitero italiano († 1977)
- 1916 - Giovanni Folchi, aviatore italiano († 1946)
- 1916 - Lucio Lombardo Radice, matematico, pedagogista e politico italiano († 1982)
- 1916 - Gabriele Patriarca, pittore italiano († 1988)
- 1916 - Svante Törnval, pallanuotista cileno († 2004)
- 1917 - Şeref Alemdar, cestista turco
- 1917 - Luigi Baron, aviatore italiano († 1988)
- 1917 - Franco Bezzi, funzionario italiano († 2000)
- 1917 - Don Herbert, conduttore televisivo statunitense († 2007)
- 1917 - Cesare Magarotto, giornalista e filantropo italiano († 2006)
- 1917 - Pierre Pellizza, tennista francese († 1974)
- 1917 - Reg Smythe, fumettista britannico († 1998)
- 1918 - James Aldridge, giornalista e romanziere australiano († 2015)
- 1918 - Viktor Piisang, calciatore estone († 1944)
- 1918 - Winni Riva, attrice e doppiatrice italiana († 1996)
- 1918 - Fred Wacker, pilota automobilistico statunitense († 1998)
- 1919 - Gaetano Arangio-Ruiz, giurista italiano († 2022)
- 1919 - Pierre Gamarra, scrittore, poeta e drammaturgo francese († 2009)
- 1919 - Harry Zeller, cestista statunitense († 2004)
- 1920 - Vladimir Balašov, attore sovietico († 1996)
- 1920 - Owen Chamberlain, fisico statunitense († 2006)
- 1920 - David Brinkley, giornalista statunitense († 2003)
- 1920 - Enzo Romano, calciatore italiano († 2006)
- 1921 - Faustino Ardesi, calciatore e allenatore di calcio italiano († 2022)
- 1921 - Harvey Ball, artista, imprenditore e militare statunitense († 2001)
- 1921 - Emanuele De Francesco, militare e prefetto italiano († 2011)
- 1921 - Jeff Donnell, attrice statunitense († 1988)
- 1921 - Remo Gaspari, politico italiano († 2011)
- 1921 - Eunice Kennedy Shriver, statunitense († 2009)
- 1921 - Giuseppe Pucci, allenatore di calcio e calciatore italiano
- 1921 - Gabriel Taltavull, calciatore e allenatore di calcio spagnolo († 1989)
- 1922 - Juan Aretio, calciatore e allenatore di calcio spagnolo († 1973)
- 1922 - Oscar Botto, orientalista, storico delle religioni e indologo italiano († 2008)
- 1922 - E.B. Clucher, regista, sceneggiatore e direttore della fotografia italiano († 2002)
- 1922 - Moris Ergas, produttore cinematografico e imprenditore greco († 1995)
- 1922 - Jake LaMotta, pugile, attore e scrittore statunitense († 2017)
- 1922 - Herb McKenley, velocista giamaicano († 2007)
- 1922 - Giovanni Pinarello, ciclista su strada e imprenditore italiano († 2014)
- 1922 - Horst Schade, calciatore tedesco († 1968)
- 1922 - Alvise Zorzi, giornalista, scrittore e biografo italiano († 2016)
- 1923 - René Amabuyok, nuotatore filippino
- 1923 - Rudolf Kehrer, pianista, compositore e docente russo († 2013)
- 1923 - Attilio Marinari, critico letterario italiano († 2000)
- 1924 - Giulio Alfieri, ingegnere italiano († 2002)
- 1924 - Johnny Bach, cestista e allenatore di pallacanestro statunitense († 2016)
- 1924 - Giorgio Bartolomasi, partigiano italiano († 1945)
- 1924 - Gianfranco Bellini, attore, doppiatore e direttore del doppiaggio italiano († 2006)
- 1924 - Bobo Brazil, wrestler statunitense († 1998)
- 1924 - Major Holley, contrabbassista statunitense († 1990)
- 1924 - Stig Kanger, filosofo e logico svedese († 1988)
- 1924 - Siegfried Meier, calciatore tedesco orientale († 1975)
- 1924 - Vladimir Sucharev, velocista sovietico († 1997)
- 1924 - Philip Ward, generale inglese († 2003)
- 1925 - Don Costa, arrangiatore, compositore e produttore discografico statunitense († 1983)
- 1925 - Dino Dondi, baritono italiano († 2007)
- 1925 - Dorothea Hochleitner, sciatrice alpina austriaca († 2012)
- 1925 - Anton Krásnohorský, calciatore cecoslovacco († 1988)
- 1925 - Mahathir Mohamad, politico malese
- 1925 - Kevin O'Shea, cestista, allenatore di pallacanestro e dirigente sportivo statunitense († 2003)
- 1925 - Murray Waxman, cestista canadese († 2022)
- 1926 - Carleton Carpenter, attore, scrittore e compositore statunitense († 2022)
- 1926 - Fred Gwynne, attore statunitense († 1993)
- 1926 - Nguyễn Hữu Hạnh, generale vietnamita († 2019)
- 1926 - Gastone Pescucci, attore e doppiatore italiano († 1998)
- 1926 - Ken Richmond, lottatore britannico († 2006)
- 1926 - Tony Settember, pilota di Formula 1 statunitense († 2014)
- 1926 - Eliodoro Sollima, pianista e compositore italiano († 2000)
- 1926 - Aldo Tortorella, partigiano e politico italiano († 2025)
- 1927 - Marcel Azzola, fisarmonicista francese († 2019)
- 1927 - Angelo Di Marco, fumettista e vignettista francese († 2016)
- 1927 - David Dinkins, politico statunitense († 2020)
- 1927 - Jansen José Moreira, calciatore brasiliano († 2010)
- 1927 - Don Revie, calciatore e allenatore di calcio inglese († 1989)
- 1928 - Bernard Buffet, pittore francese († 1999)
- 1928 - Gerhard Durlacher, scrittore olandese († 1996)
- 1928 - Alejandro de Tomaso, pilota automobilistico e imprenditore argentino († 2003)
- 1928 - Francisco de Zela, cestista peruviano († 1952)
- 1929 - Buddy Clark, contrabbassista e arrangiatore statunitense († 1999)
- 1929 - Mike Costin, ingegnere, imprenditore e ex pilota automobilistico britannico
- 1929 - Sergio Franzoi, pittore italiano († 2022)
- 1929 - Cesare Gherri, politico e funzionario italiano († 2010)
- 1929 - Franco Graziosi, attore italiano († 2021)
- 1929 - Hasan II del Marocco, sovrano marocchino († 1999)
- 1929 - George Clayton Johnson, scrittore e sceneggiatore statunitense († 2015)
- 1929 - Carlo Molon, calciatore e allenatore di calcio italiano († 2008)
- 1929 - Jules Sbroglia, calciatore francese († 2007)
- 1929 - Carlo Augusto Viano, filosofo e storico della filosofia italiano († 2019)
- 1930 - Bruno Bottai, diplomatico italiano († 2014)
- 1930 - Pete Carril, cestista e allenatore di pallacanestro statunitense († 2022)
- 1930 - Susan Cummings, attrice tedesca († 2016)
- 1930 - Assheton Gorton, scenografo inglese († 2014)
- 1930 - Josephine Veasey, mezzosoprano britannico († 2022)
- 1931 - Nick Adams, attore statunitense († 1968)
- 1931 - Simone Benmussa, scrittrice e direttrice teatrale francese († 2001)
- 1931 - Ascanio Bertani, politico italiano († 2007)
- 1931 - Morris Chang, imprenditore taiwanese
- 1931 - Jerry Herman, compositore, musicista e paroliere statunitense († 2019)
- 1931 - Julian May, autrice di fantascienza statunitense († 2017)
- 1931 - Alice Munro, scrittrice canadese († 2024)
- 1932 - Carlo Mario Abate, pilota automobilistico italiano († 2019)
- 1932 - Neile Adams, attrice e ballerina filippina
- 1932 - Jürgen Becker, poeta e scrittore tedesco († 2024)
- 1932 - János Bódy, ex pentatleta ungherese
- 1932 - Anita Laurenzi, attrice italiana († 1998)
- 1932 - Wim Mook, fisico olandese († 2016)
- 1932 - Manfred Preußger, ex astista tedesco
- 1932 - Antonio Somma, politico italiano († 2012)
- 1933 - Carlo Chendi, fumettista italiano († 2021)
- 1933 - Tommy Hamill, calciatore nordirlandese († 1996)
- 1933 - Anna Mainardi Fava, politica italiana († 2003)
- 1933 - Ivan Passer, regista e sceneggiatore ceco († 2020)
- 1933 - Yang Chuan-Kwang, multiplista taiwanese († 2007)
- 1934 - Trygve Andersen, ex calciatore norvegese
- 1934 - Alan Conway, truffatore britannico († 1998)
- 1934 - Gennadij Galkin, tuffatore sovietico († 1985)
- 1934 - László Hódy, cestista ungherese († 2023)
- 1934 - Alberto Minnucci, giornalista italiano († 1995)
- 1934 - Jerry Nelson, burattinaio statunitense († 2012)
- 1934 - Marcel Nowak, calciatore francese († 1985)
- 1934 - Barry Sussman, giornalista e scrittore statunitense († 2022)
- 1934 - Giorgio Szegö, matematico e funzionario italiano († 2020)
- 1935 - Vincent Asaro, mafioso statunitense († 2023)
- 1935 - Agostino Bonalumi, pittore italiano († 2013)
- 1935 - Giovanni Bonomo, mafioso italiano († 2010)
- 1935 - Donatella Della Nora, attrice italiana († 1971)
- 1935 - Adelio Ferrero, critico cinematografico e storico del cinema italiano († 1977)
- 1935 - Wilson Whineray, rugbista a 15 e dirigente d'azienda neozelandese († 2012)
- 1936 - Ghigo Agosti, cantante, compositore e musicista italiano († 2024)
- 1936 - László Fábián, canoista ungherese († 2018)
- 1936 - Barbara Kennelly, politica statunitense
- 1936 - Alysson Paulinelli, politico, agronomo e funzionario brasiliano († 2023)
- 1937 - Nino Cordio, pittore e scultore italiano († 2000)
- 1937 - Luciano Moggi, dirigente sportivo italiano
- 1937 - Emilio Patriarca, vescovo cattolico e missionario italiano
- 1937 - Mariangela Rosolen, sindacalista e politica italiana
- 1937 - Francis Schuckardt, vescovo statunitense († 2006)
- 1938 - Paul Andreu, ingegnere, architetto e scrittore francese († 2018)
- 1938 - Claudio Dini, architetto italiano
- 1938 - Silvana Fachin Schiavi, politica italiana
- 1938 - Franco Fontana, ex calciatore italiano
- 1938 - Vincenzo La Russa, avvocato italiano († 2021)
- 1938 - Vieri Magli, calciatore italiano († 2017)
- 1938 - Hugh Mellor, filosofo britannico († 2020)
- 1938 - Lee Morgan, trombettista statunitense († 1972)
- 1938 - Tura Satana, attrice statunitense († 2011)
- 1939 - Siah Armajani, artista, scultore e designer iraniano († 2020)
- 1939 - Maria Isabel Barreno, scrittrice portoghese († 2016)
- 1939 - Pellegrino Capaldo, banchiere, economista e politico italiano († 2025)
- 1939 - Phil Kelly, calciatore irlandese († 2012)
- 1939 - Yuki Maraini, musicista, cantante e compositrice italiana († 1995)
- 1939 - Lawrence Pressman, attore statunitense
- 1939 - Giampiero Schiavo, calciatore italiano († 2025)
- 1939 - Mavis Staples, cantante e attrice statunitense
- 1939 - Reg Stratton, calciatore inglese († 2018)
- 1940 - Raffaele Calabro, vescovo cattolico italiano († 2017)
- 1940 - Helen Donath, soprano statunitense
- 1940 - Jimmie Durham, attivista e artista statunitense († 2021)
- 1940 - Evaristo Principe, scrittore e saggista italiano († 2024)
- 1940 - Tommy Troelsen, calciatore e conduttore televisivo danese († 2021)
- 1940 - András Törő, ex canoista ungherese
- 1941 - Francesco Belluomini, poeta e scrittore italiano († 2017)
- 1941 - Henk Bosveld, allenatore di calcio e calciatore olandese († 1998)
- 1941 - Giorgio Dellagiovanna, calciatore italiano († 2013)
- 1941 - Alain Krivine, politico francese († 2022)
- 1941 - Erkki Kurenniemi, artista, compositore e filosofo finlandese († 2017)
- 1941 - Cesare Lucchini, pittore svizzero
- 1941 - Robert Pine, attore statunitense
- 1942 - Hermann Burger, scrittore svizzero († 1989)
- 1942 - Ronnie James Dio, cantautore statunitense († 2010)
- 1942 - Francisco Escos, allenatore di calcio e ex calciatore argentino
- 1942 - Phil Gingrey, politico statunitense
- 1942 - Diane Hegarty, esoterista statunitense († 2022)
- 1942 - Pëtr Klimuk, cosmonauta sovietico
- 1942 - Mirjana Marković, politica e docente serba († 2019)
- 1942 - Larry Moore, cestista statunitense († 2016)
- 1942 - José Muñoz, disegnatore argentino
- 1942 - Aarón Padilla Gutiérrez, calciatore messicano († 2020)
- 1942 - Maurizio Porro, critico teatrale e critico cinematografico italiano
- 1942 - Rodriguez, cantautore, attivista e politico statunitense († 2023)
- 1942 - Orri Vigfússon, imprenditore e ambientalista islandese († 2017)
- 1942 - Christopher J. Walker, storico britannico († 2017)
- 1943 - Samuel Acquah, calciatore ghanese († 2014)
- 1943 - Arthur Ashe, tennista statunitense († 1993)
- 1943 - Joseph Augustine Di Noia, arcivescovo cattolico statunitense
- 1943 - Stanislav Lipovšek, vescovo cattolico sloveno
- 1943 - Carlo Oliva, giornalista, conduttore radiofonico e docente italiano († 2012)
- 1944 - Adriano, compositore e direttore d'orchestra svizzero
- 1944 - Grandpa Elliott, musicista statunitense († 2022)
- 1944 - Mick Grant, pilota motociclistico britannico
- 1944 - Carmine Longo, dirigente sportivo italiano († 2015)
- 1944 - Giovan Battista Pienti, ex calciatore italiano
- 1945 - Stanley Forman, fotografo statunitense
- 1945 - Toni Fritsch, calciatore e giocatore di football americano austriaco († 2005)
- 1945 - Ron Glass, attore statunitense († 2016)
- 1945 - Jandira Martini, attrice, sceneggiatrice e drammaturga brasiliana († 2024)
- 1945 - Katsuji Mori, attore e doppiatore giapponese
- 1945 - John Motson, giornalista, telecronista sportivo e opinionista britannico († 2023)
- 1945 - Daniel Ona Ondo, politico gabonese
- 1945 - Jean-Marie Poiré, regista, attore e produttore cinematografico francese
- 1945 - Serena Vitale, slavista, scrittrice e traduttrice italiana
- 1945 - Virginia Wade, ex tennista e telecronista sportiva britannica
- 1946 - Juan Amat, hockeista su prato spagnolo († 2022)
- 1946 - Roberto Cordeschi, filosofo italiano († 2014)
- 1946 - Alain Durand, ex cestista francese
- 1946 - Jean-Pierre Jarier, pilota di Formula 1 francese
- 1946 - Henryk Kasperczak, ex calciatore e allenatore di calcio polacco
- 1946 - Jadwiga Korbasińska, cestista polacca († 2014)
- 1946 - Sue Lyon, attrice statunitense († 2019)
- 1946 - Bo Petersson, allenatore di calcio e ex calciatore svedese
- 1946 - Max Rieger, ex sciatore alpino tedesco
- 1946 - Carsten Stroud, scrittore e giornalista canadese
- 1946 - Regina Thoss, cantante e conduttrice radiofonica tedesca
- 1946 - Martin van Bruinessen, sociologo, antropologo e orientalista olandese
- 1947 - Horst Blankenburg, ex calciatore tedesco occidentale
- 1947 - Tim Burns, ex calciatore inglese
- 1947 - Arlo Guthrie, cantautore statunitense
- 1947 - Dagmar Heller, attrice, doppiatrice e conduttrice radiofonica tedesca († 2015)
- 1947 - Bruce Iglauer, manager statunitense
- 1947 - Jackie Lane, attrice britannica († 2021)
- 1947 - Cliff Meely, cestista statunitense († 2013)
- 1947 - Claudio Pascoli, sassofonista e arrangiatore italiano
- 1947 - Doriano Sulis, artigiano italiano
- 1947 - Fernando Tomé, ex calciatore portoghese
- 1947 - Leslie Wilson, dirigente sportivo e ex calciatore inglese
- 1948 - Angel Angelov, ex pugile bulgaro
- 1948 - Esteban Aránguiz, ex calciatore cileno
- 1948 - Theo Bücker, ex calciatore e allenatore di calcio tedesco
- 1948 - Christine Caron, ex nuotatrice e attrice francese
- 1948 - Adelio Cogliati, paroliere e produttore discografico italiano († 2018)
- 1948 - Mick Coop, ex calciatore inglese
- 1948 - Ronnie Cutrone, artista statunitense († 2013)
- 1948 - Marguerite-Marie Dinguirard, politica francese
- 1948 - Roberto Filippi, allenatore di calcio e ex calciatore italiano
- 1948 - Russ Granik, dirigente sportivo e avvocato statunitense
- 1948 - Francesca Izzo, politologa e politica italiana
- 1948 - Chico Resch, ex hockeista su ghiaccio canadese
- 1948 - Staffan Tapper, ex calciatore svedese
- 1949 - Felice Belisario, politico italiano
- 1949 - Kurt Engstler, ex sciatore alpino e allenatore di sci alpino austriaco
- 1949 - José Soroa, ex calciatore uruguaiano
- 1949 - Suzuki Izumi, scrittrice, modella e attrice giapponese († 1986)
- 1949 - Guido Tosi, biologo, zoologo e divulgatore scientifico italiano († 2011)
- 1950 - Prokopīs Paulopoulos, politico greco
- 1950 - Mario Soto, allenatore di calcio e ex calciatore cileno
- 1950 - Joachim von Braun, agronomo e economista tedesco
- 1950 - Šota Čočišvili, judoka sovietico († 2009)
- 1951 - Donato Bilancia, criminale e serial killer italiano († 2020)
- 1951 - Franco Brevini, storico della letteratura, critico letterario e saggista italiano
- 1951 - Ken Charles, ex cestista e allenatore di pallacanestro trinidadiano
- 1951 - Allie McGuire, ex cestista statunitense
- 1951 - Rajnath Singh, politico indiano
- 1951 - Romulo Geolina Valles, arcivescovo cattolico filippino
- 1951 - Roberto Vasai, politico italiano
- 1952 - Yōko Asagami, doppiatrice giapponese
- 1952 - Maria Fortuna Incostante, politica italiana
- 1952 - Julie Kavanagh, scrittrice e giornalista sudafricana
- 1952 - Ljudmila Turiščeva, ex ginnasta sovietica
- 1953 - Neal D. Barnard, medico, saggista e attivista statunitense
- 1953 - Françoise Bettencourt-Meyers, imprenditrice e filantropa francese
- 1953 - Leonid Burjak, ex calciatore e allenatore di calcio sovietico
- 1953 - Stan Bush, cantante statunitense
- 1953 - Lindy Cochran, ex sciatrice alpina statunitense
- 1953 - Rik Emmett, cantante e chitarrista canadese
- 1953 - Didier Eribon, sociologo e filosofo francese
- 1953 - Peter Gschnitzer, ex slittinista italiano
- 1953 - Édouard Guillaud, ammiraglio francese
- 1953 - Billy Jack Haynes, ex wrestler statunitense
- 1953 - Hisako, principessa Takamado, principessa giapponese
- 1953 - Chōhei Kambayashi, scrittore giapponese
- 1953 - Kim Hee-tae, ex calciatore sudcoreano
- 1953 - Marcella Liburd, politica nevisiana
- 1953 - Alessandro Massignani, storico italiano
- 1953 - Zoogz Rift, cantautore statunitense († 2011)
- 1953 - Marco Rodríguez, attore statunitense
- 1953 - Tat'jana Veniaminovna Vedeneeva, attrice, conduttrice televisiva e giornalista russa
- 1953 - Francesco Verdinelli, compositore, musicista e regista italiano
- 1954 - Andre Dawson, ex giocatore di baseball statunitense
- 1954 - Martha De Laurentiis, produttrice cinematografica statunitense († 2021)
- 1954 - José González Ganoza, calciatore peruviano († 1987)
- 1954 - Luisa Ottolini, fisica italiana
- 1954 - Manoel Delson Pedreira da Cruz, arcivescovo cattolico brasiliano
- 1954 - Peter Seewald, giornalista e scrittore tedesco
- 1954 - Michele Serra, giornalista, umorista e scrittore italiano
- 1954 - Neil Tennant, cantautore britannico
- 1954 - Lee David Zlotoff, sceneggiatore, produttore televisivo e regista statunitense
- 1955 - Britt-Marie Andersson, ex cestista svedese
- 1955 - Johan Jozef Bonny, vescovo cattolico belga
- 1955 - Dan Newhouse, politico statunitense
- 1955 - Laurent Pernot, grecista francese
- 1955 - Héctor Puebla, ex calciatore cileno
- 1955 - Enzo Romeo, politico italiano
- 1955 - Gary Stich, ex cestista e allenatore di pallacanestro statunitense
- 1955 - Francesco Straullu, poliziotto italiano († 1981)
- 1955 - Mario Zucca, attore, doppiatore e direttore del doppiaggio italiano
- 1956 - Solomon Mahlangu, attivista sudafricano († 1979)
- 1956 - Tom McClintock, politico statunitense
- 1956 - Ri Yong-ho, politico e diplomatico nordcoreano
- 1956 - Frank Stapleton, ex calciatore e allenatore di calcio irlandese
- 1956 - Robert Tibshirani, statistico statunitense
- 1957 - Ingvar Dalhaug, ex calciatore norvegese
- 1957 - Luca De Fusco, regista teatrale, direttore teatrale e direttore artistico italiano
- 1957 - Anne-Cathrine Herdorf, cantante danese
- 1957 - Ron Klein, politico e avvocato statunitense
- 1957 - Lee Myung-soo, ex sollevatore sudcoreano
- 1957 - Maria Concetta Mattei, giornalista e conduttrice televisiva italiana
- 1957 - Giovanni Battista Piccioli, vescovo cattolico italiano
- 1957 - Cindy Sheehan, attivista statunitense
- 1957 - Giuseppe Smorto, giornalista e scrittore italiano
- 1957 - Donatella Talpo, ex nuotatrice italiana
- 1957 - Tô Lâm, politico e generale vietnamita
- 1958 - Claudio Bernardi, ex bobbista italiano
- 1958 - Noureddine Bhiri, politico e avvocato tunisino
- 1958 - Lidia Broccolino, attrice italiana
- 1958 - John Balthasar Brungardt, vescovo cattolico statunitense
- 1958 - Russ Carnahan, politico e avvocato statunitense
- 1958 - Silvano Dal Seno, ex cestista italiano
- 1958 - Sebastiano Di Caro, ex pallanuotista e allenatore di pallanuoto italiano
- 1958 - Clive Efford, politico inglese
- 1958 - Béla Fleck, suonatore di banjo e compositore statunitense
- 1958 - Francesco Giacobbe, politico italiano
- 1958 - Brad Guan, ex tennista australiano
- 1958 - Fiona Shaw, attrice e regista teatrale irlandese
- 1958 - Ute Thimm, ex velocista tedesca
- 1959 - Anjani, cantautrice e pianista statunitense
- 1959 - Glen Collins, ex giocatore di football americano statunitense
- 1959 - Eric Embry, ex wrestler statunitense
- 1959 - Domenico Gallo, scrittore e traduttore italiano
- 1959 - Corinne Hofman, archeologa tedesca
- 1959 - Ellen Kuras, direttrice della fotografia e regista statunitense
- 1959 - Dominicus Meier, vescovo cattolico tedesco
- 1959 - Loredana Pancotto, medaglista italiana
- 1959 - Shep Pettibone, disc jockey e produttore discografico statunitense
- 1959 - Davis Phinney, ex ciclista su strada statunitense
- 1959 - Luc Pillot, ex velista francese
- 1959 - Rosa Suppa, politica italiana
- 1959 - Manil Suri, scrittore e matematico statunitense
- 1959 - Sandy West, batterista e cantautrice statunitense († 2006)
- 1960 - Jeff Bergman, attore e doppiatore statunitense
- 1960 - Martyn P. Casey, bassista australiano
- 1960 - Roger Craig, ex giocatore di football americano statunitense
- 1960 - Massimo Friso, allenatore di pallacanestro italiano
- 1960 - Seth Godin, scrittore e imprenditore statunitense
- 1960 - Huang Yunlong, ex cestista cinese
- 1960 - Francesco Palumbo, paracadutista italiano
- 1960 - Darryl Talley, ex giocatore di football americano statunitense
- 1961 - Jacky Cheung, attore e cantante cinese
- 1961 - Hans-Peter Fischer, presbitero e giurista tedesco
- 1961 - Gillberg, ex wrestler statunitense
- 1961 - Alois Hannecker, ex discobolo tedesco
- 1961 - Pavel Kuznecov, ex sollevatore sovietico
- 1961 - Lee Heung-sil, ex calciatore sudcoreano
- 1961 - Ian Mercer, attore britannico
- 1961 - Antonio Felice Uricchio, giurista italiano
- 1962 - Christophe Boltanski, scrittore e giornalista francese
- 1962 - Paolo Cento, politico italiano
- 1962 - Grant Kirkhope, compositore scozzese
- 1962 - Luciano Luminelli, regista e sceneggiatore italiano
- 1962 - Jaime Magalhães, ex calciatore portoghese
- 1962 - Ronaldo Moraes da Silva, ex calciatore brasiliano
- 1962 - Nam Ki-hyung, ex calciatore sudcoreano
- 1962 - Santiago Ostolaza, ex calciatore uruguaiano
- 1962 - Bob Thornton, ex cestista e allenatore di pallacanestro statunitense
- 1963 - Ernesto Aguirre, ex calciatore peruviano
- 1963 - Roberto Amadio, dirigente sportivo, ex ciclista su strada e pistard italiano
- 1963 - Domenico Arcuri, dirigente d'azienda e funzionario italiano
- 1963 - Pavel Benc, ex fondista cecoslovacco
- 1963 - Sergej Bulygin, biatleta russo
- 1963 - Andrew Giddings, tastierista britannico
- 1963 - Ian Lougher, pilota motociclistico britannico
- 1963 - Michèle Martin, ex cestista belga
- 1963 - Mats Magnusson, ex calciatore svedese
- 1963 - Jorge Payá, ex pallanuotista spagnolo
- 1963 - Ronan Pensec, ex ciclista su strada e ciclocrossista francese
- 1963 - Mike Schlegel, cestista statunitense († 2009)
- 1963 - Luca Tessadrelli, compositore italiano
- 1964 - Lesley Beck, ex sciatrice alpina britannica
- 1964 - Eloy Olaya, ex calciatore spagnolo
- 1964 - Eric Everard, imprenditore belga
- 1964 - Sofiane Khabir, ex calciatore tunisino
- 1964 - Jana Kulhavá, ex biatleta ceca
- 1964 - Martin Laurendeau, ex tennista e allenatore di tennis canadese
- 1964 - Elisabetta Maschio, direttrice d'orchestra italiana
- 1964 - Urban Meyer, ex giocatore di football americano e allenatore di football americano statunitense
- 1964 - Yuka Murayama, scrittrice giapponese
- 1964 - Wilfried Peeters, dirigente sportivo e ex ciclista su strada belga
- 1964 - Jon Root, ex pallavolista e ex giocatore di beach volley statunitense
- 1964 - Dalton Vigh, attore brasiliano
- 1965 - Danny Boffin, ex calciatore belga
- 1965 - Elena Chudašova, ex cestista russa
- 1965 - Peter DiStefano, chitarrista statunitense
- 1965 - Sammy Garza, ex giocatore di football americano statunitense
- 1965 - Alessia di Grecia, principessa greca
- 1965 - Jorge Guerricaechevarría, sceneggiatore spagnolo
- 1965 - Roy Hart, ex giocatore di football americano statunitense
- 1965 - Stefania Lazzaroni, ex lunghista italiana
- 1965 - Alec Mapa, attore, comico e sceneggiatore statunitense
- 1965 - Mitar Mrkela, ex calciatore jugoslavo
- 1965 - Alessandro Nista, allenatore di calcio e ex calciatore italiano
- 1965 - David Turcotte, ex cestista canadese
- 1965 - Robert Tyler, ex giocatore di football americano statunitense
- 1966 - Enrico Annoni, allenatore di calcio e ex calciatore italiano
- 1966 - Hiroki Azuma, allenatore di calcio e ex calciatore giapponese
- 1966 - Gina Bellman, attrice neozelandese
- 1966 - Andrea Betzner, ex tennista tedesca
- 1966 - Emma Fielding, attrice britannica
- 1966 - Johnny Grunge, wrestler statunitense († 2006)
- 1966 - A. O. Scott, giornalista statunitense
- 1966 - Robert Sibley, ex cestista australiano
- 1966 - Amy Yip, modella cinese
- 1966 - Félix Álvarez, ex calciatore andorrano
- 1967 - Tahar Cherif El-Ouazzani, allenatore di calcio e ex calciatore algerino
- 1967 - Rebekah Del Rio, cantautrice statunitense († 2025)
- 1967 - Jean-Michel Gonzalez, ex rugbista a 15 e allenatore di rugby a 15 francese
- 1967 - Paulo Renato Holvorcem, astronomo brasiliano
- 1967 - Rusty Jacobs, attore, giornalista e conduttore radiofonico statunitense
- 1967 - Morten Kræmer, ex calciatore norvegese
- 1967 - Anna Mei, ciclista su strada e mountain biker italiana
- 1967 - Hennie le Roux, ex rugbista a 15 e dirigente sportivo sudafricano
- 1967 - Ikki Sawamura, attore, modello e cantante giapponese
- 1968 - Luca Barzaghi, ex maratoneta, ex mezzofondista e ex triatleta italiano
- 1968 - Hassiba Boulmerka, ex mezzofondista algerina
- 1968 - Angelo Lorenzo Crespi, giornalista, critico d'arte e saggista italiano
- 1968 - Edgar Müller, pittore tedesco
- 1968 - Lorenzo Nannoni, tennistavolista italiano
- 1968 - Gabriela Pérez del Solar, ex pallavolista e politica peruviana
- 1968 - David Sebasti, attore argentino
- 1968 - Jorge Volpi, scrittore e saggista messicano
- 1968 - Ashin Wirathu, monaco buddhista birmano
- 1969 - Glenn Ferguson, ex calciatore nordirlandese
- 1969 - Vivica Genaux, mezzosoprano statunitense
- 1969 - Laura Gillen, politica statunitense
- 1969 - Jamie Glover, attore britannico
- 1969 - Gale Harold, attore statunitense
- 1969 - Alexandra Hedison, attrice e regista statunitense
- 1969 - Jonas Kaufmann, tenore tedesco
- 1969 - Moncho López, allenatore di pallacanestro spagnolo
- 1969 - Anouk Roest, ex giocatore di calcio a 5 olandese
- 1970 - Peewou Bestman, ex calciatore liberiano
- 1970 - Giampiero Frasca, critico cinematografico, saggista e blogger italiano
- 1970 - Gary LeVox, cantante statunitense
- 1970 - Petr Maděra, poeta e scrittore ceco
- 1970 - Juraj Marušiak, politico, storico e giornalista slovacco
- 1970 - Lee Mills, ex calciatore inglese
- 1970 - Paco Olmos, allenatore di pallacanestro spagnolo
- 1970 - Jason Orange, cantante e ballerino britannico
- 1970 - Clairemarie Osta, ballerina francese
- 1970 - Luis Prieto, regista spagnolo
- 1970 - John Simm, attore britannico
- 1970 - Helen Sjöholm, cantante e attrice svedese
- 1970 - Yu Bong-hyeong, ex schermidore sudcoreano
- 1971 - Cesare Faldini, chirurgo italiano
- 1971 - Adam Foote, ex hockeista su ghiaccio canadese
- 1971 - Rüdiger Gamm, tedesco
- 1971 - Moisés García, allenatore di calcio e ex calciatore spagnolo
- 1971 - Erika Jayne, cantante e attrice statunitense
- 1971 - Diederik Samsom, politico olandese
- 1971 - Aaron Spears, attore statunitense
- 1971 - Reinhard Wieser, ex hockeista su ghiaccio italiano
- 1972 - Daniel Rudolf Anrig, ufficiale e poliziotto svizzero
- 1972 - Dīmītra Asilian, ex pallanuotista greca
- 1972 - Simone Bianchi, illustratore italiano
- 1972 - Christoph Hochhäusler, regista e sceneggiatore tedesco
- 1972 - Damir Krznar, allenatore di calcio e ex calciatore croato
- 1972 - Pëtr Makarčuk, ex bobbista russo
- 1972 - Urve Palo, politica estone
- 1972 - Marcello Rossi, saggista, autore televisivo e direttore artistico italiano
- 1972 - Claudia Ruiz Massieu, politica e avvocata messicana
- 1972 - Kelly Ryan, ex culturista statunitense
- 1972 - Peter Serafinowicz, attore, doppiatore e comico britannico
- 1972 - Casey Snyder, ex sciatore alpino statunitense
- 1972 - Federico Stragà, cantautore italiano
- 1972 - Loranne Vella, scrittrice e traduttrice maltese
- 1972 - Sofía Vergara, attrice, produttrice televisiva e modella colombiana
- 1972 - John Viener, attore statunitense
- 1972 - Anna Waronker, cantautrice, musicista e compositrice statunitense
- 1972 - Tilo Wolff, cantante e musicista tedesco
- 1973 - Luca Bandirali, critico cinematografico italiano
- 1973 - Francesco Berto, filosofo e logico italiano
- 1973 - Flavia D'Angeli, politica italiana
- 1973 - Odalys Gorguet, schermitrice cubana
- 1973 - Stefano Manici, pilota motociclistico italiano
- 1973 - Marcello Milanese, musicista italiano
- 1973 - Annie Mumolo, attrice, comica e sceneggiatrice statunitense
- 1973 - David Sesa, allenatore di calcio e ex calciatore svizzero
- 1973 - Annmari Viljanmaa, ex fondista finlandese
- 1973 - Hiromasa Yonebayashi, animatore e regista giapponese
- 1974 - Daniele Adani, ex calciatore italiano
- 1974 - Nassim Akrour, ex calciatore algerino
- 1974 - Carlos Chaínho, ex calciatore portoghese
- 1974 - Stefano Crescentini, doppiatore e direttore del doppiaggio italiano
- 1974 - Amanda Ghost, cantautrice e produttrice discografica britannica
- 1974 - Zeynep Gülmez, attrice turca
- 1974 - Imelda May, cantautrice irlandese
- 1974 - Christiane Mitterwallner, ex sciatrice alpina austriaca
- 1974 - Teboho Mokoena, ex calciatore sudafricano
- 1974 - Víctor Hugo Peña, dirigente sportivo e ex ciclista su strada colombiano
- 1975 - Ibrahim Al-Harbi, ex calciatore saudita
- 1975 - Dan Barna, politico rumeno
- 1975 - Martina Colombari, attrice, conduttrice televisiva e ex modella italiana
- 1975 - Monica Dahl, ex nuotatrice namibiana
- 1975 - Valerij Grikovskij, pittore russo
- 1975 - Milla Jauho, ex fondista finlandese
- 1975 - Juncker, cantante danese
- 1975 - Ademola Okulaja, cestista tedesco († 2022)
- 1975 - Walter Pradel, cantautore e attore italiano
- 1975 - Stefán Karl Stefánsson, attore e cantante islandese († 2018)
- 1975 - Richard Westbrook, pilota automobilistico britannico
- 1976 - Wilfried Cretskens, ex ciclista su strada belga
- 1976 - Adam Croasdell, attore britannico
- 1976 - Edmílson, ex calciatore brasiliano
- 1976 - Ilaria Galassi, showgirl italiana
- 1976 - Ludovic Giuly, allenatore di calcio e ex calciatore francese
- 1976 - Adrian Grenier, attore, regista e musicista statunitense
- 1976 - Iker Iturbe, ex cestista spagnolo
- 1976 - Milan Kojić, ex calciatore canadese
- 1976 - Pino Maddaloni, judoka italiano
- 1976 - Şafak Pavey, politica, diplomatica e giornalista turca
- 1976 - José Francisco Ramírez, ex calciatore honduregno
- 1976 - Lars Ricken, dirigente sportivo e ex calciatore tedesco
- 1976 - Elissa Slotkin, politica statunitense
- 1976 - Gianluca Vitiello, conduttore radiofonico, regista e cantante italiano
- 1977 - Sonia Aquino, attrice italiana
- 1977 - Chiwetel Ejiofor, attore britannico
- 1977 - Cary Fukunaga, regista, sceneggiatore e produttore cinematografico statunitense
- 1977 - Ahmed Abdi Godane, terrorista somalo († 2014)
- 1977 - Danny Griffin, ex calciatore nordirlandese
- 1977 - Han Song-chol, calciatore nordcoreano
- 1977 - Lili Hinstin, direttrice artistica francese
- 1977 - Levan K'obiashvili, dirigente sportivo e ex calciatore georgiano
- 1977 - Albana Koçiu, politica albanese
- 1977 - Finau Maka, rugbista a 15 tongano
- 1977 - Fatna Maraoui, ex mezzofondista e ex maratoneta italiana
- 1977 - Jamba, ex calciatore angolano
- 1978 - Meliha Cipurković, ex cestista bosniaca
- 1978 - Ray Kay, regista e fotografo norvegese
- 1978 - Jesse Lacey, musicista statunitense
- 1978 - Erez Markovich, ex cestista israeliano
- 1978 - Alexander Ploner, allenatore di sci alpino e ex sciatore alpino italiano
- 1978 - Eva Sangiorgi, direttrice artistica italiana
- 1978 - Lorenzo Sibilano, allenatore di calcio e ex calciatore italiano
- 1978 - Kiyoshi Uematsu, judoka spagnolo
- 1978 - Tomas Van Den Spiegel, ex cestista e dirigente sportivo belga
- 1979 - Mvondo Atangana, ex calciatore camerunese
- 1979 - Aleksandra Dulkiewicz, avvocata e politica polacca
- 1979 - Aden Durde, allenatore di football americano britannico
- 1979 - Gong Yoo, attore sudcoreano
- 1979 - Mehdi Hasan, giornalista e scrittore britannico
- 1979 - Russell Hinder, ex cestista australiano
- 1979 - Valerio Spinelli, ex cestista, dirigente sportivo e allenatore di pallacanestro italiano
- 1979 - Tobias Unger, velocista tedesco
- 1979 - Leda Volpi, politica italiana
- 1980 - Javier Del Pino, ex calciatore spagnolo
- 1980 - Lucy Gaskell, attrice britannica
- 1980 - Jhamak Ghimire, scrittrice e editorialista nepalese
- 1980 - Ezequiel González, ex calciatore argentino
- 1980 - Han Eun-jung, attrice sudcoreana
- 1980 - José Anilton Júnior, ex calciatore brasiliano
- 1980 - Claudia Leitte, cantante, musicista e ballerina brasiliana
- 1980 - Bruno Magalhães, pilota di rally portoghese
- 1980 - Silvia Marty, attrice, ballerina e cantante spagnola
- 1980 - Brian Mast, politico statunitense
- 1980 - Thomas Ian Nicholas, attore e cantante statunitense
- 1980 - Adam Petty, pilota automobilistico statunitense († 2000)
- 1980 - Mario Raimondi, ex calciatore svizzero
- 1980 - James Rolfe, youtuber statunitense
- 1980 - Shikma Bressler, fisica e attivista israeliana
- 1980 - Jessica Simpson, cantante e attrice statunitense
- 1980 - Jarle Steinsland, ex calciatore norvegese
- 1981 - Bassem Balaa, ex cestista libanese
- 1981 - Yacine Bezzaz, ex calciatore algerino
- 1981 - Ciro Capuano, dirigente sportivo e ex calciatore italiano
- 1981 - Ramazan Döne, pallamanista turco
- 1981 - Róbert Jež, ex calciatore slovacco
- 1981 - Ghaleb Rida, ex cestista libanese
- 1981 - Munekazu Shikama, ex giocatore di football americano giapponese
- 1981 - Simone Stella, organista, clavicembalista e compositore italiano
- 1981 - Aleksandăr Tunčev, allenatore di calcio e ex calciatore bulgaro
- 1981 - Christine Wenzel, tiratrice a volo tedesca
- 1982 - Chemmy Alcott, ex sciatrice alpina britannica
- 1982 - Andrea Bricca, allenatore di calcio e ex calciatore italiano
- 1982 - Dwayne Broyles, ex cestista statunitense
- 1982 - José Antonio Dorado, ex calciatore spagnolo
- 1982 - Candace Futrell, ex cestista statunitense
- 1982 - Diego Loreggian, produttore cinematografico e regista italiano
- 1982 - Giacomo Maiani, ex calciatore sammarinese
- 1982 - Rasca, calciatore angolano
- 1982 - Sebastian Mila, ex calciatore polacco
- 1982 - Kathryn Mitchell, giavellottista australiana
- 1982 - Simone Pesce, dirigente sportivo e ex calciatore italiano
- 1982 - Dave Tollefson, giocatore di football americano statunitense
- 1982 - Jeffrey Walker, attore e regista australiano
- 1982 - Tomasz Wróbel, allenatore di calcio e ex calciatore polacco
- 1983 - MakSim, cantante russa
- 1983 - Giuseppe De Feudis, allenatore di calcio e ex calciatore italiano
- 1983 - Martin Ehrenreich, ex calciatore austriaco
- 1983 - Golshifteh Farahani, attrice e cantautrice iraniana
- 1983 - Gabriel Fernández Arenas, allenatore di calcio e ex calciatore spagnolo
- 1983 - Joelson, allenatore di calcio e ex calciatore brasiliano
- 1983 - Makoto Kakuda, ex calciatore giapponese
- 1983 - Kim Hee-chul, cantante, conduttore televisivo e attore sudcoreano
- 1983 - Martyna Koc, cestista polacca
- 1983 - Charlie McDowell, regista e sceneggiatore statunitense
- 1983 - Stephen O'Donnell, ex calciatore scozzese
- 1983 - Burnel Okana-Stazi, calciatore congolese (Repubblica del Congo)
- 1983 - Barış Pehlivan, giornalista e scrittore turco
- 1983 - Dmitrij Petelin, cosmonauta russo
- 1983 - Gemma Sanderson, modella australiana
- 1983 - Jacobo Sanz Ovejero, allenatore di calcio e ex calciatore spagnolo
- 1983 - Marianna Sastin, lottatrice ungherese
- 1983 - Manuel Schüttengruber, arbitro di calcio austriaco
- 1983 - Julia Vakulenko, ex tennista ucraina
- 1983 - Ondřej Zdráhala, ex pallamanista e dirigente sportivo ceco
- 1984 - Louis Aniweta, ex calciatore ruandese
- 1984 - Bram Appelo, pilota motociclistico olandese
- 1984 - Aviva Baumann, attrice statunitense
- 1984 - Roberto Fronza, ex calciatore brasiliano
- 1984 - Mickaël Chrétien, ex calciatore francese
- 1984 - Clayton Daniels, calciatore sudafricano
- 1984 - Adris de León, cestista dominicano
- 1984 - Sara Durantini, scrittrice italiana
- 1984 - Dominique Fils-Aimé, cantautrice canadese
- 1984 - Fernando Giménez, calciatore paraguaiano
- 1984 - Mark González, ex calciatore cileno
- 1984 - Axel Jacobsen, pallavolista argentino
- 1984 - Carlos Johnson, ex calciatore costaricano
- 1984 - María Julia Mantilla, modella e sportiva peruviana
- 1984 - Nikolaos Mītrou, calciatore greco
- 1984 - Eduardo Bolsonaro, avvocato e politico brasiliano
- 1984 - Lawrence Olum, allenatore di calcio e ex calciatore keniota
- 1984 - Laurent Recouderc, ex tennista francese
- 1984 - Zine el-Abidine Souissi, ex calciatore tunisino
- 1984 - Michael Stevenson, ex ciclista svedese
- 1984 - Kei Tanaka, attore giapponese
- 1984 - Sebastian Vollmer, giocatore di football americano tedesco
- 1985 - Koen van der Biezen, ex calciatore olandese
- 1985 - Silvio Cavrić, ex calciatore croato
- 1985 - Maurizio Ciccolella, attore teatrale e regista teatrale italiano
- 1985 - Hugues-Wilfried Dah, calciatore burkinabé
- 1985 - Jared Dudley, allenatore di pallacanestro e ex cestista statunitense
- 1985 - Natalija Gocij, modella ucraina
- 1985 - Caleb Green, ex cestista statunitense
- 1985 - Mario Gómez, dirigente sportivo e ex calciatore tedesco
- 1985 - Ka Pou Lam, calciatore macaense
- 1985 - Emily King, cantautrice statunitense
- 1985 - Roderick Lampe, calciatore olandese
- 1985 - Thomas Le Mouton, calciatore cookese
- 1985 - Diego Milán, ciclista su strada spagnolo
- 1985 - Killian Scott, attore irlandese
- 1985 - Hokuto Nakamura, ex calciatore giapponese
- 1985 - Tom Erik Nordberg, calciatore norvegese
- 1985 - Sarkodie, rapper ghanese
- 1985 - Park Chu-young, ex calciatore sudcoreano
- 1985 - Geoff Platt, ex hockeista su ghiaccio canadese
- 1985 - Tidiane Sane, ex calciatore senegalese
- 1985 - Bastian Schulz, ex calciatore tedesco
- 1985 - Arman Shields, ex giocatore di football americano statunitense
- 1985 - Lucimara da Silva, ex multiplista brasiliana
- 1985 - Ivan Vagner, cosmonauta russo
- 1985 - Hitomi Watanabe, cantante e attrice giapponese
- 1985 - Kaito Yamamoto, ex calciatore giapponese
- 1986 - Maren Brinker, pallavolista tedesca
- 1986 - Marko Ćetković, calciatore montenegrino
- 1986 - Christian Dobnik, ex calciatore austriaco
- 1986 - Grégory Gendrey, calciatore francese
- 1986 - Edwin Hernández, ex calciatore messicano
- 1986 - Artūras Jeršovas, ex calciatore lituano
- 1986 - Charles Johnson, giocatore di football americano statunitense
- 1986 - Alessia Mancarella, attrice italiana
- 1986 - Marcus Vinicius Urban Toledo dos Reis, cestista brasiliano
- 1986 - Wyatt Russell, attore statunitense
- 1986 - Boris Savčenko, scacchista russo
- 1986 - Tom Soares, calciatore inglese
- 1986 - Ledri Vula, rapper kosovaro
- 1987 - Steffen Deibler, ex nuotatore tedesco
- 1987 - Brittany Denson, ex cestista statunitense
- 1987 - David Distéfano, ex calciatore argentino
- 1987 - Vaughn Duggins, ex cestista statunitense
- 1987 - Marisa Field, pallavolista canadese
- 1987 - Anna Kožnikova, calciatrice russa
- 1987 - Tereza Pecková, ex cestista ceca
- 1987 - Filippo Giuseppe Perconti, politico italiano
- 1987 - Ida Redig, cantante svedese
- 1987 - Eliana Silvera Silva, maratoneta uruguaiana
- 1987 - Anton Sloboda, calciatore slovacco
- 1987 - Anastasija Verameenka, cestista bielorussa
- 1987 - Clemens Walch, calciatore austriaco
- 1988 - Maja Alm, orientista danese
- 1988 - Nivaldo Alves Freitas Santos, ex calciatore capoverdiano
- 1988 - Antonio Brown, ex giocatore di football americano statunitense
- 1988 - Luna Carocci, ex pallavolista italiana
- 1988 - Mariagrazia De Rosa, scacchista italiana
- 1988 - Heather Hemmens, attrice statunitense
- 1988 - Elvis Kokalović, calciatore croato
- 1988 - Ørjan Røyrane, ex calciatore norvegese
- 1988 - Aleh Veracila, calciatore bielorusso
- 1988 - Sarah Walker, ciclista di BMX neozelandese
- 1989 - Akeem Ayers, giocatore di football americano statunitense
- 1989 - Alan Douglas Borges de Carvalho, calciatore brasiliano
- 1989 - Chris Greenwood, ex giocatore di football americano statunitense
- 1989 - Davon House, ex giocatore di football americano statunitense
- 1989 - Cameron Jordan, giocatore di football americano statunitense
- 1989 - İsmail Köybaşı, calciatore turco
- 1989 - Vincent Manceau, calciatore francese
- 1989 - Ahmad Massoud, politico e generale afghano
- 1989 - Glen Trifiro, calciatore australiano
- 1989 - Carlos Zambrano, calciatore peruviano
- 1990 - Sung Joon, attore e modello sudcoreano
- 1990 - Fabio Berardini, politico italiano
- 1990 - Kim Cesarion, cantautore svedese
- 1990 - Anna Gavrilenko, ginnasta russa
- 1990 - Elliot Knight, attore britannico
- 1990 - Lee Si-a, attrice sudcoreana
- 1990 - Jordany Martinus, giocatore di calcio a 5 olandese
- 1990 - Antonia Michalsky, attrice e modella tedesca
- 1990 - Eunan O'Kane, ex calciatore nordirlandese
- 1990 - Arcëm Rachmanaŭ, calciatore bielorusso
- 1990 - Trent Richardson, giocatore di football americano statunitense
- 1990 - Elena Runggaldier, ex saltatrice con gli sci italiana
- 1990 - Emily Skeggs, attrice e cantante statunitense
- 1990 - Nils Teixeira, calciatore tedesco
- 1990 - Ali Şaşal Vural, calciatore turco
- 1990 - Toni Wirsing, pilota motociclistico tedesco
- 1990 - Emilijus Zubas, ex calciatore lituano
- 1991 - Alessandro Amici, cestista italiano
- 1991 - Chen Yang, discobola cinese
- 1991 - Simon Diédhiou, calciatore senegalese
- 1991 - Bennie Fowler, giocatore di football americano statunitense
- 1991 - Jeffrey Gouweleeuw, calciatore olandese
- 1991 - Toshiki Ishikawa, calciatore giapponese
- 1991 - Nemanja Jaramaz, ex cestista serbo
- 1991 - Jonathan Cafú, calciatore brasiliano
- 1991 - Nikita Kacalapov, danzatore su ghiaccio russo
- 1991 - Ondřej Karlovský, canoista ceco
- 1991 - Atsuko Maeda, attrice, cantante e modella giapponese
- 1991 - Raffaele Maiello, calciatore italiano
- 1991 - Alina Maksymenko, ex ginnasta ucraina
- 1991 - La Niña, cantautrice italiana
- 1991 - Jessy Reindorf, ex calciatore francese
- 1991 - Steve Rouiller, calciatore svizzero
- 1991 - Angel Haze, rapper statunitense
- 1991 - Brian Winters, giocatore di football americano statunitense
- 1992 - David Andrews, ex giocatore di football americano statunitense
- 1992 - Jonas Bloquet, attore belga
- 1992 - Richard Boateng, ex calciatore ghanese
- 1992 - Frank Chamizo, lottatore cubano
- 1992 - Bladimir Díaz, calciatore colombiano
- 1992 - A.J. English, cestista statunitense
- 1992 - Konekham Inthammavong, ex calciatore laotiano
- 1992 - Storm Johnson, giocatore di football americano statunitense
- 1992 - Pavel Karasëv, calciatore russo
- 1992 - Radzik Kulijeŭ, lottatore bielorusso
- 1992 - Marek Kysela, calciatore ceco
- 1992 - Clara Luciani, cantautrice francese
- 1992 - Clarck N'Sikulu, calciatore francese
- 1992 - Robart Page, pallavolista statunitense
- 1992 - Hatik, rapper, cantante e attore francese
- 1992 - Tum Saray, calciatore cambogiano
- 1992 - Richard Schmidt, schermidore tedesco
- 1993 - Marco Bürki, calciatore svizzero
- 1993 - Rashun Davis, cestista statunitense
- 1993 - Eveline Dellai, attrice pornografica italiana
- 1993 - Silvia Dellai, attrice pornografica italiana
- 1993 - Tiago Ferreira, calciatore portoghese
- 1993 - Art'owr Grigoryan, calciatore armeno
- 1993 - Carlon Jeffery, attore e rapper statunitense
- 1993 - Konomi Kai, lunghista giapponese
- 1993 - João Novais, calciatore portoghese
- 1993 - Kévin Rocheteau, calciatore francese
- 1993 - Florian Sénéchal, ciclista su strada francese
- 1993 - Jesús Trindade, calciatore uruguaiano
- 1993 - Jiří Veselý, tennista ceco
- 1993 - Mohamed Abdelrahman, calciatore sudanese
- 1994 - Niklas Ajo, pilota motociclistico finlandese
- 1994 - Maksim Aravin, slittinista russo
- 1994 - Niccolò Belloni, calciatore italiano
- 1994 - Camilla Bini, ginnasta italiana
- 1994 - Chae Soo-bin, attrice sudcoreana
- 1994 - Alessandro Gabrielloni, calciatore italiano
- 1994 - Cédric Gogoua, calciatore ivoriano
- 1994 - Lucas Höler, calciatore tedesco
- 1994 - Sascha Knobel, giocatore di football americano svizzero
- 1994 - Stefanos Mouktarīs, calciatore cipriota
- 1994 - Joaquín Pereyra, calciatore uruguaiano
- 1994 - Iuri Medeiros, calciatore portoghese
- 1994 - Jonte Smith, ex calciatore bermudiano
- 1994 - Paulo Henrique Soares dos Santos, calciatore brasiliano
- 1994 - Kwasi Okyere Wriedt, calciatore tedesco
- 1995 - Trayvon Bromell, velocista statunitense
- 1995 - Kaden Elliss, giocatore di football americano statunitense
- 1995 - Pia Fink, fondista tedesca
- 1995 - Ada Hegerberg, calciatrice norvegese
- 1995 - Dor Hugi, calciatore israeliano
- 1995 - Christophe Jougon, calciatore francese
- 1995 - Lu Shanglei, scacchista cinese
- 1995 - Edymar Martínez, modella venezuelana
- 1995 - Dominik Mašek, calciatore ceco
- 1995 - Keaton McCargo, sciatrice freestyle statunitense
- 1995 - Wendell Rudath, calciatore namibiano
- 1995 - Anton Čyčkan, calciatore bielorusso
- 1996 - Anna Bašta, schermitrice russa
- 1996 - Amangali Bekbolatov, lottatore kazako
- 1996 - Jóannes Bjartalíð, calciatore faroese
- 1996 - Sabir Bougrine, calciatore belga
- 1996 - Ilija Dimitrov, calciatore bulgaro
- 1996 - Vasilikī Karampatsa, cestista greca
- 1996 - Dominik Kružliak, calciatore slovacco
- 1996 - Manrique Larduet, ginnasta cubano
- 1996 - Moon Ga-young, attrice sudcoreana
- 1996 - David Njoku, giocatore di football americano statunitense
- 1996 - Iōannīs Pittas, calciatore cipriota
- 1996 - Carmen Planötscher, slittinista italiana
- 1996 - Maxime Roger, giocatore di football americano francese
- 1996 - Jared Stroud, calciatore statunitense
- 1996 - Matheus Alessandro, calciatore brasiliano
- 1997 - Ebba Andersson, fondista svedese
- 1997 - Alba Baptista, attrice portoghese
- 1997 - Luca Beccaro, canoista italiano
- 1997 - Ryō Hatsuse, calciatore giapponese
- 1997 - Jauan Jennings, giocatore di football americano statunitense
- 1997 - Mohamad Kdouh, calciatore libanese
- 1997 - Timal, rapper francese
- 1997 - Jehor Nazaryna, calciatore ucraino
- 1997 - Yasir Raji, giocatore di football americano tedesco
- 1997 - Nicole Rightnowar, pallavolista statunitense
- 1997 - Hadrien Salvan, nuotatore francese
- 1997 - Kamal Shrestha, calciatore nepalese
- 1997 - Tory Taylor, giocatore di football americano australiano
- 1997 - Benjamin Tetteh, calciatore ghanese
- 1997 - Maximilian Thalhammer, calciatore tedesco
- 1997 - Mohamed Tijani, calciatore ivoriano
- 1997 - Federico Vismara, schermidore italiano
- 1997 - Mahamed Zakarijev, lottatore ucraino
- 1998 - Mohamed Ali Abdourahman, calciatore gibutiano
- 1998 - Kimia Alizadeh, taekwondoka iraniana
- 1998 - Facundo Almada, calciatore argentino
- 1998 - Ivan Bachar, calciatore bielorusso
- 1998 - Jalen Camp, giocatore di football americano statunitense
- 1998 - Vasilīs Chrīstidīs, cestista greco
- 1998 - Angus Cloud, attore statunitense († 2023)
- 1998 - Ana Escamilla, pallavolista spagnola
- 1998 - Arjun Halakurki, lottatore indiano
- 1998 - Matas Jogėla, cestista lituano
- 1998 - Stephanie Jones, cestista statunitense
- 1998 - Ilan Kebbal, calciatore algerino
- 1998 - Davis Kiplangat, mezzofondista keniota
- 1998 - Lee Young-yoo, attrice e cantante sudcoreana
- 1998 - Haley Pullos, attrice statunitense
- 1998 - Veronica Santoni, nuotatrice italiana
- 1998 - Alyssa Shafer, attrice statunitense
- 1998 - Hailey Swirbul, fondista statunitense
- 1998 - Duplexe Tchamba, calciatore camerunese
- 1998 - Vasilije Đurić, calciatore serbo
- 1999 - Pontus Almqvist, calciatore svedese
- 1999 - Kévin Cabral, calciatore francese
- 1999 - Peruth Chemutai, siepista ugandese
- 1999 - Meret Felde, calciatrice tedesca
- 1999 - Kyrin Galloway, cestista statunitense
- 1999 - April Ivy, cantante portoghese
- 1999 - Kelvin Kalua, calciatore malawiano
- 1999 - Lee U-seok, cestista sudcoreano
- 1999 - Romario Matova, calciatore zimbabwese
- 1999 - Sikou Niakaté, calciatore francese
- 1999 - Elisa Palmero, mezzofondista italiana
- 1999 - Matthew Real, calciatore statunitense
- 1999 - Carlotta Saracco, ex sciatrice alpina italiana
- 1999 - Camillo Tavernelli, calciatore italiano
- 1999 - David Turnbull, calciatore scozzese
- 1999 - Kōta Yamada, calciatore giapponese
- 1999 - Filip Čihák, calciatore ceco
- 2000 - Martynas Arlauskas, cestista lituano
- 2000 - Will Dennis, calciatore inglese
- 2000 - Michael Martin, calciatore tedesco
- 2000 - Max Mata, calciatore neozelandese
- 2000 - Prestige Mboungou, calciatore congolese (Repubblica del Congo)
- 2000 - Kemehlo Nguena, calciatore francese
- 2000 - Nguyễn Huy Hoàng, nuotatore vietnamita
- 2000 - Shallon Olsen, ginnasta canadese
- 2000 - Daniel Peretz, calciatore israeliano
- 2000 - Lucas Ribeiro, calciatore uruguaiano
- 2000 - Orlando Robinson, cestista statunitense
- 2000 - Claudio Romero, discobolo cileno
- 2000 - Yang Qian, tiratrice a segno cinese
- 2000 - Emmanuel Toku, calciatore ghanese

## XXI secolo(28)
- 2001 - Laeticia Amihere, cestista canadese
- 2001 - Reinis Bērziņš, pattinatore di short track lettone
- 2001 - Thibault Klidje, calciatore togolese
- 2001 - Samuel Lavrinčík, calciatore slovacco
- 2001 - Francesca Noemi Linari, ginnasta italiana
- 2001 - Isabela Merced, attrice statunitense
- 2001 - Shao Qi, sciatrice freestyle cinese
- 2001 - Fuki Yamada, calciatore giapponese
- 2001 - Marvin Çuni, calciatore albanese
- 2002 - Mateo Argüello, calciatore uruguaiano
- 2002 - Mananchaya Sawangkaew, tennista thailandese
- 2002 - James Tracy, tennista statunitense
- 2003 - Lukas Ermeskog, ex sciatore alpino svedese
- 2003 - Per Strand Hagenes, ciclista su strada norvegese
- 2003 - Jo Jin-ho, calciatore sudcoreano
- 2003 - Matteo Nannini, pilota automobilistico italiano
- 2003 - Mina Schaathun Bergersen, calciatrice norvegese
- 2003 - Maxime Sconard, cestista francese
- 2003 - Kōnstantínos Stamou, nuotatore greco
- 2004 - Mateus Fernandes, calciatore portoghese
- 2004 - Michael Kayode, calciatore italiano
- 2004 - Otso Liimatta, calciatore finlandese
- 2005 - Tate Johnson, calciatore statunitense
- 2006 - Juan Morán, calciatore argentino
- 2007 - Viki Gabor, cantante polacca
- 2007 - Saah Moses Jr., calciatore liberiano
- 2007 - Mason Thames, attore statunitense
- 2009 - Jeremy Monga, calciatore inglese